# Pierre Desceliers

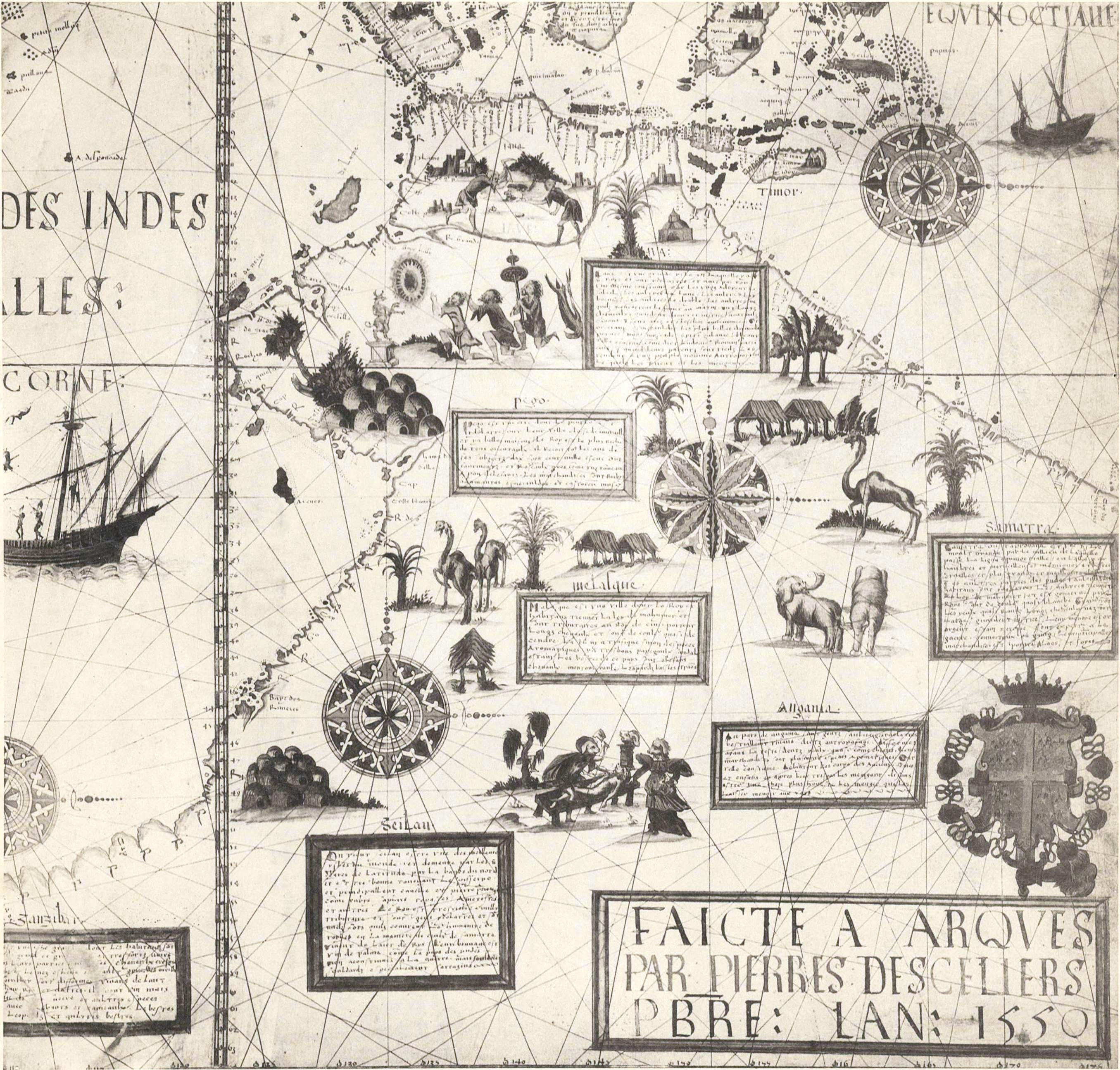
Detalhe da Austrália em carta de Desceliers (1550).

Pierre Desceliers (floruit 1537 — 1553) foi um cartógrafo francês do Renascimento. É considerado como o "pai" da hidrografia francesa.

## Biografia
Pouco se conhece acerca da sua vida. Acredita-se que tenha nascido em Arques-la-Bataille. Entretanto, outras fontes apontam a data de 1483, o que parece pouco provável, haja vista a data da criação dos seus mapas. O seu pai era um arqueiro no Castelo de Arques e é possível que a família seja oriunda do país do Auge, onde o seu nome sobrevive entre Honfleur e Pont-l'Évêque.
Sabe-se que Desceliers foi ordenado padre, e residiu em Arques. Foi ainda examinador dos pilotos marítimos, autorizado a outorgar as licenças em nome do soberano, como o testemunha um selo descoberto, com as suas iniciais. Leccionava também, acredita-se, hidrografia. Confeccionou, para o duque de Guise, uma carta hidrográfica das costas da França.
Era próximo de Jean Ango e do círculo dos exploradores de Dieppe - entre os quais Giovanni da Verrazano e os irmãos Parmentier -, aparente não realizou viagens próprias de exploração. Encontrava-se, entretanto, em posição de colectar um sem-número de informações e de portulanos, os quais compilou em suas cartas. Uma fecunda escola de cartografia formou-se, desse modo, ao seu redor, notadamente Nicolas Desliens.
Acredita-se que Desceliers faleceu em Dieppe por volta de 1558. Essa cidade homenageia-o, na actualidade, com uma estátua sua e tendo dado o seu nome a uma rua.

## Obra
Desceliers confeccionou muitos portulanos de grandes formatos, que conheceram diversos destinos:
- o de 1543, citado em 1872 no inventário do Camareiro do Cardeal Luis d'Este com o título La descriptione del Mondo in carta pecorina scritta a mano, miniata tutta per P. Descheliers, tem o seu paradeiro, actualmente, ignorado.
- o de 1546, com as dimensões de 2.560 x 1.260 milímetros, confeccionado por ordem de Francisco I de França, pertenceu a um certo Jomard (que o reproduziu em fac-símile no século XIX) e depois a um conde de Crawford. Encontra-se actualmente na Biblioteca Universitária John Rylands, em Manchester, na Inglaterra. Embora exibindo a data de 1546, estudos mais recentes revelaram, porém, que é anterior àquela data, e a hipótese mais viável é a de que tenha sido feito em 1542. Manuscrito em pergaminho, a cores, reproduz o detalhe da América do Sul, com figuras de índigenas e animais. As legendas, em latim, identificam cerca de quarenta e dois acidentes do seu litoral.
- o de 1550, ostenta as armas de Henrique II de França e as do duque de Montmorency, indicando que foi confeccionado para uma destas duas personalidades, conserva-se na British Library, em Londres, na Inglaterra. Foi ricamente iluminado com figuras de macacos, arcos, flechas, tacapes, florestas, redes para dormir no tocante ao Brasil. As lendas da época encontram-se registradas sob a forma de povos gigantes e de tribos governadas por reis brancos. Na América espanhola, encontra-se representado o combate entre os indígenas e castelhanos no Peru, onde se encontra assinalada a região da mineração do ouro e as cidades de Cuzco ("corco") e Quito ("castel"). Uma cartuxa indica: "Faicte à Arques par Pierre Desceliers, pbre (prestre) l'an 1550". Duas outras cartuxas encontram-se distribuídas no mapa, completanto a nomenclatura, em sua maior parte de origem Portuguesa.
- o de 1553 desapareceu em Dresden, na Alemanha, durante um incêndio em 1915. Uma fotografia deste, a preto-e-branco, encontra-se actualmente exposta no museu do Castelo de Dieppe.

Estas cartas situam-se na encruzilhada entre a Idade Média e a Idade Moderna. Tão precisas quanto o conhecimento técnico da época permitia no tocante ao traçado das costas, elas incluíam representações fantásticas dos habitantes e dos animais das terras do interior. Um continente austral, precursor da Austrália em duzentos anos à "descoberta" por James Cook, é figurado, sem dúvida com base nas explorações portuguesas e neerlandesas na região. A costa do Canadá, região da predilecção dos marinheiros de Dieppe, encontra-se bem detalhada, do mesmo modo que a maior parte da América, do norte e do sul, apenas cinquenta anos após a sua descoberta por Cristóvão Colombo.
Malgrado o seu grande valor, cartográfico e artístico, este tipo de cartas caiu rapidamente em desuso a partir do fim do século XVI, com o advento do rigoroso trabalho de Gerardus Mercator e seus mapa-múndi.